# BE Junior Circuit 2014/15
Der BE Junior Circuit 2014/15 (Abkürzung für Badminton Europe Junior Circuit 2014/15) war die 14. Auflage des BE Junior Circuits im Badminton. 25 Turniere gehörten zur Wettkampfserie. Der Circuit startete am 15. August 2014 mit den Bulgarian Juniors und endete am 2. Mai 2015 mit den Israel Juniors enden. Startberechtigt waren Junioren jünger 19 Jahre aus allen BWF-Mitgliedsländern.

## Turniere
| Turnier            | Datum .                        | Klassifikation |
| ------------------ | ------------------------------ | -------------- |
| Bulgarian Juniors  | 15.–17. August 2014            | BEC-B          |
| Ukraine Juniors    | 27.–30. August 2014            | BEC-C          |
| Irish Juniors      | 5.–7. September 2014           | BEC-C          |
| Lithuanian Juniors | 12.–14. September 2014         | BEC-C          |
| Belgian Juniors    | 19.–21. September 2014         | BEC-B          |
| Swiss Juniors      | 25.–28. September 2014         | BEC-A          |
| Croatian Juniors   | 3.–5. Oktober 2014             | BEC-B          |
| Danish Junior Cup  | 9.–12. Oktober 2014            | BEC-B          |
| Slovenian Juniors  | 17.–19. Oktober 2014           | BEC-B          |
| Finnish Juniors    | 24.–26. Oktober 2014           | BEC-B          |
| Cyprus Juniors     | 31. Oktober – 2. November 2014 | BEC-C          |
| Slovak Juniors     | 7.–9. November 2014            | BEC-C          |
| Czech Juniors      | 14.–16. November 2014          | BEC-C          |
| Portuguese Juniors | 28.–30. November 2014          | BEC-C          |
| Estonian Juniors   | 5.–7. Dezember 2014            | BEC-C          |
| Turkey Juniors     | 9.–12. Dezember 2014           | BEC-C          |
| Polish Juniors     | 14.–17. Januar 2015            | BEC-A          |
| Hungarian Juniors  | 12.–15. Februar 2015           | BEC-B          |
| Spanish Juniors    | 20.–22. Februar 2015           | BEC-C          |
| Dutch Juniors      | 25. Februar – 1. März 2015     | BEC-A          |
| German Juniors     | 5.–8. März 2015                | BEC-A          |
| Italian Juniors    | 13.–15. März 2015              | BEC-B          |
| Uppsala Juniors    | 20.–22. März 2015              | BEC-C          |
| Hellas Juniors     | 23.–26. März 2015              | BEC-C          |
| Israel Juniors     | 30. April – 2. Mai 2015        | BEC-C          |